# Наполион (Северна Дакота)
Наполион (енгл. Napoleon) град је у америчкој савезној држави Северна Дакота.

## Демографија
По попису из 2010. године број становника је 792, што је 65 (-7,6%) становника мање него 2000. године.
| Група             | 2000.       | 2010.       |
| Белци             | 844 (98,5%) | 777 (98,1%) |
| Афроамериканци    | 0 (0,0%)    | 1 (0,1%)    |
| Азијати           | 3 (0,4%)    | 0 (0,0%)    |
| Хиспаноамериканци | 4 (0,5%)    | 8 (1,0%)    |
| Укупно            | 857         | 792         |